# 서지 포스티고
서지 포스티고(Serge Postigo, 1968년 11월 14일 ~ )는 캐나다의 배우, 텔레비전 배우이다.
프랑스 아쟁에서 태어나 어렸을 때 퀘벡으로 이사했다. 짧은 기간 네덜란드, 스페인, 벨기에에서도 살았다. 도착 직후 포스티고는 극장 산업에 상당한 관심이 생겼다. 몬트리올 내셔널 시어터 스쿨에서 학위를 받은 뒤 1990년 연기를 시작했다.

## 텔레비전 방송
- Watatatow
- Urgence
- 4 et demi

## 영화
- 오로라 (Aurore, 2005년)